# Farkas Litkey
Farkas Litkey (Balmazújváros, 5 de marzo de 1966) es un deportista húngaro que compitió en vela en la clase Soling.
Ganó cinco medallas en el Campeonato Mundial de Soling entre los años 2013 y 2024, y cuatro medallas en el Campeonato Europeo de Soling entre los años 2015 y 2024.

## Palmarés internacional
| Campeonato Mundial | Campeonato Mundial      | Campeonato Mundial | Campeonato Mundial |
| Año                | Lugar                   | Medalla            | Clase              |
| ------------------ | ----------------------- | ------------------ | ------------------ |
| 2013               | Balatonfüred (Hungría)  | Medalla de oro     | Soling             |
| 2015               | Castiglione (Italia)    | Medalla de oro     | Soling             |
| 2017               | Muiden (Países Bajos)   | Medalla de oro     | Soling             |
| 2019               | La Baule (Francia)      | Medalla de oro     | Soling             |
| 2024               | Hankø (Noruega)         | Medalla de oro     | Soling             |
| Campeonato Europeo |                         |                    |                    |
| Año                | Lugar                   | Medalla            | Clase              |
| 2015               | Berlín (Alemania)       | Medalla de plata   | Soling             |
| 2016               | Traunsee (Austria)      | Medalla de plata   | Soling             |
| 2017               | Riva del Garda (Italia) | Medalla de oro     | Soling             |
| 2024               | La Baule (Francia)      | Medalla de plata   | Soling             |